# Dara Howell
Pour les articles homonymes, voir Howell.
Dara Howell, (née le 23 août 1994 à Huntsville), est une skieuse acrobatique canadienne spécialiste du slopestyle, big air et de half-pipe. 

## Carrière
Elle a débuté en Coupe du monde en décembre 2011 et remporte sa première victoire le 21 décembre 2013 à Copper Mountain. 
Aux Championnats du monde 2013, elle devient vice-championne du monde de slopestyle derrière sa compatriote Kaya Turski à Voss (Norvège). 
L'année suivante, elle devient la première championne olympique du slopestyle à Sotchi.

## Palmarès

### Jeux olympiques
| Épreuve / Édition | Slopestyle                     |
| JO 2014 Sotchi    | Médaille d'or, Jeux olympiques |

### Championnats du monde
| Épreuve / Édition            | Slopestyle               |
| Mondiaux 2013 Voss-Myrkdalen | Médaille d'argent, monde |

### Winter X Games
- Médaille de bronze à Aspen en 2013 et 2015.
- Médaille de bronze à Tignes en 2012 et 2013.

### Coupe du monde
- Meilleur classement général : 19e en 2014.
- Meilleur classement en slopestyle : 3e en 2013 et 2014.
- Meilleur classement en big air : 5e en 2018
- Slopestyle : 4 podiums dont 1 victoire (Copper Mountain 2013).
- Big Air : 1 podiums dont 1 victoire (Québec 2018).